# Schizolachnus
Schizolachnus är ett släkte av insekter som beskrevs av Alexandre Mordvilko 1908. Enligt Catalogue of Life ingår Schizolachnus i familjen långrörsbladlöss, men enligt Dyntaxa är tillhörigheten istället familjen barkbladlöss.
Kladogram enligt Catalogue of Life och Dyntaxa:
| Schizolachnus | \| \| Schizolachnus curvispinosus \| \| \| \| \| \| Schizolachnus flocculosus \| \| \| \| \| \| Schizolachnus obscurus \| \| \| \| \| \| Schizolachnus orientalis \| \| \| \| \| \| Schizolachnus parvus \| \| \| \| \| \| Schizolachnus pineti \| \| \| \| \| \| Schizolachnus piniradiatae \| \| \| \| |
|               | \| \| Schizolachnus curvispinosus \| \| \| \| \| \| Schizolachnus flocculosus \| \| \| \| \| \| Schizolachnus obscurus \| \| \| \| \| \| Schizolachnus orientalis \| \| \| \| \| \| Schizolachnus parvus \| \| \| \| \| \| Schizolachnus pineti \| \| \| \| \| \| Schizolachnus piniradiatae \| \| \| \| |
|               | Schizolachnus curvispinosus |
|               | |
|               | Schizolachnus flocculosus |
|               | |
|               | Schizolachnus obscurus |
|               | |
|               | Schizolachnus orientalis |
|               | |
|               | Schizolachnus parvus |
|               | |
|               | Schizolachnus pineti |
|               | |
|               | Schizolachnus piniradiatae |
|               | |

## Bildgalleri

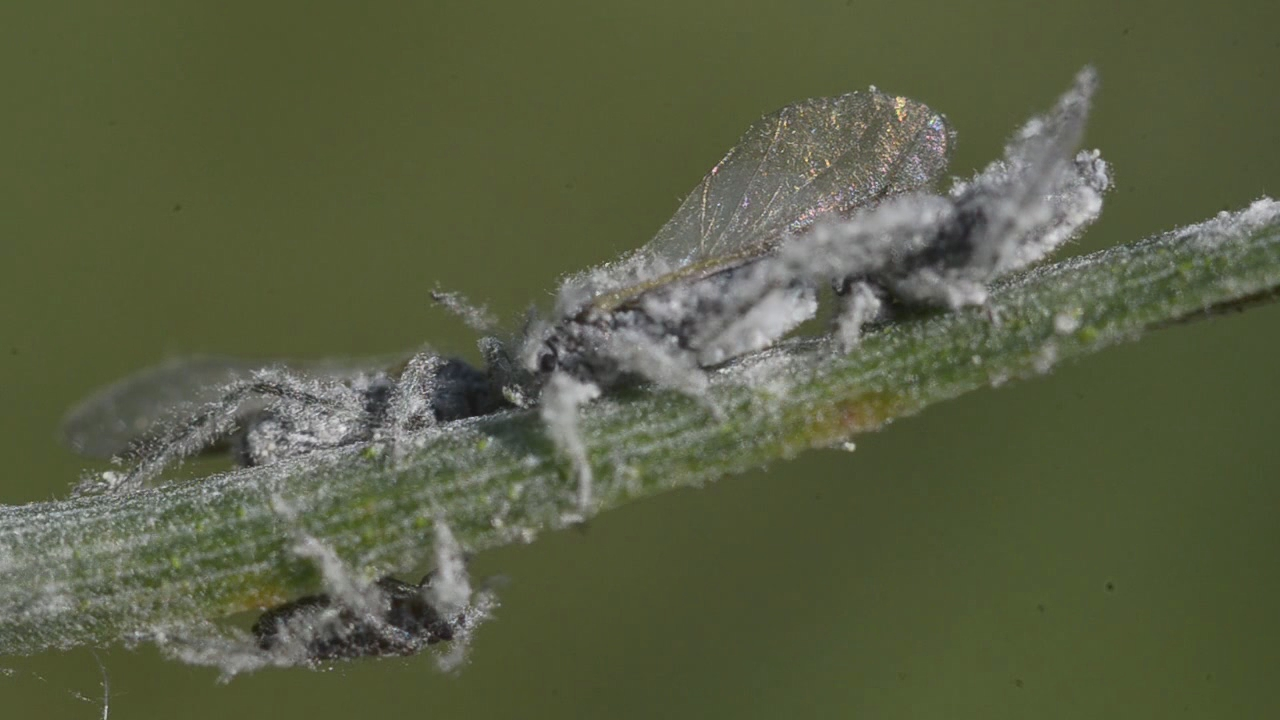
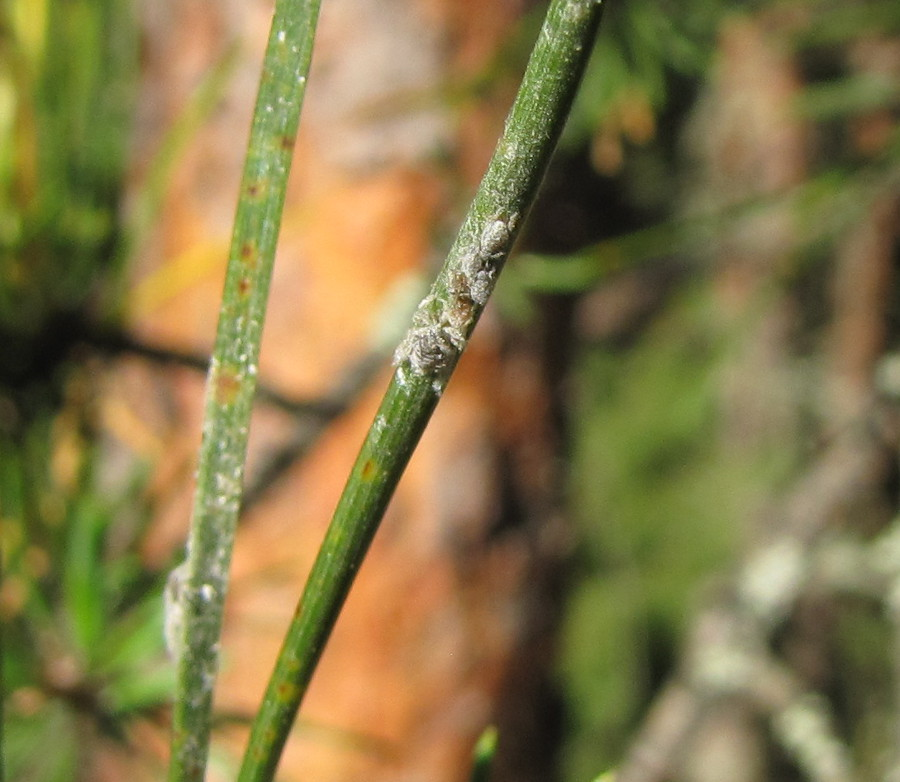
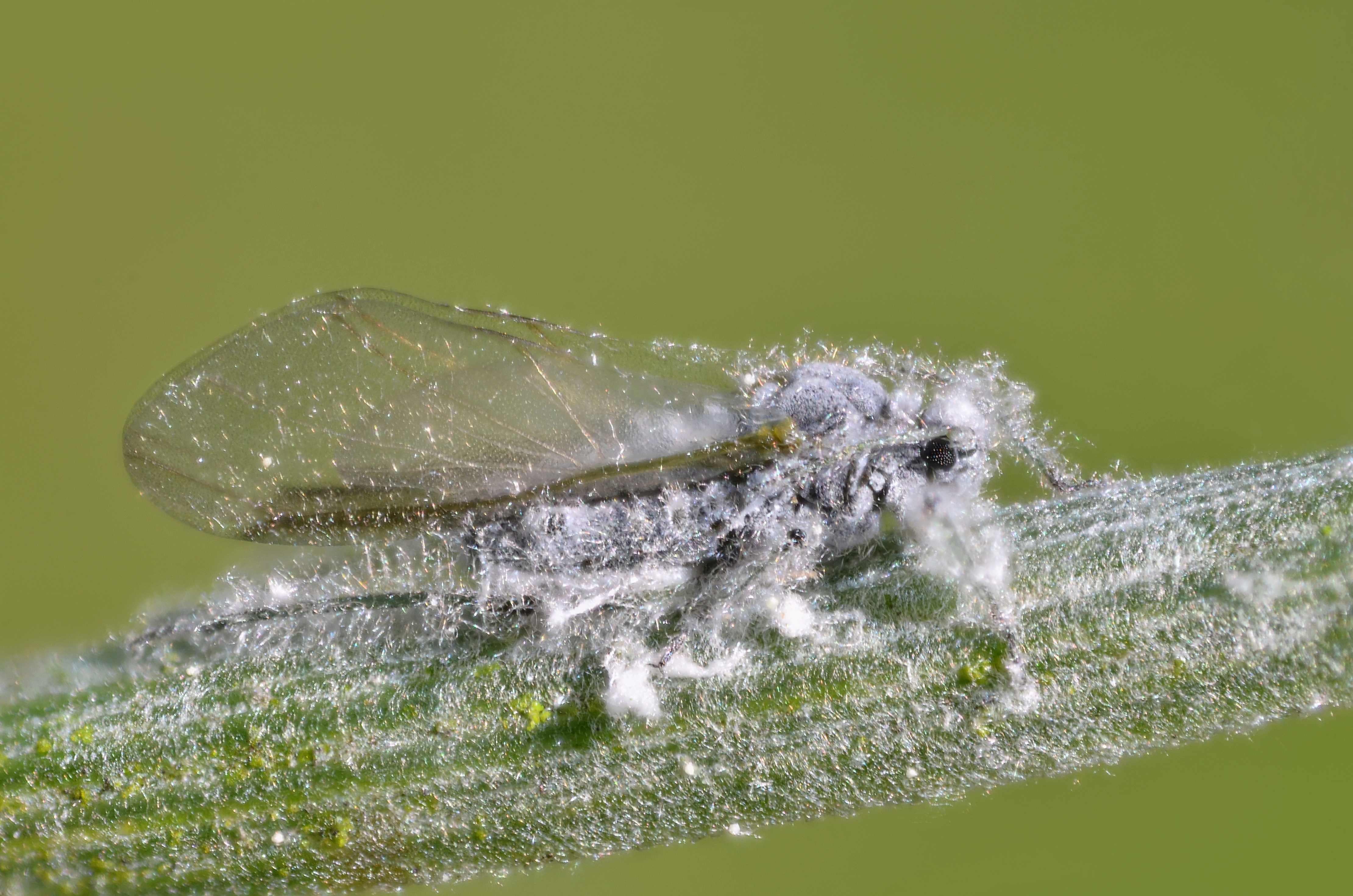